# 13610 Lilienthal
13610 Lilienthal eller 1994 TS16 är en asteroid i huvudbältet som upptäcktes den 5 oktober 1994 av den tyska astronomen Freimut Börngen vid Tautenburg-observatoriet. Den är uppkallad efter flygpionjären Otto Lilienthal.
Asteroiden har en diameter på ungefär 4 kilometer och den tillhör asteroidgruppen Vesta.